# Tarasa Sjevtsjenka (metrostation)
Tarasa Sjevtsjenka (Oekraïens: Тараса Шевченка, ⓘ) is een station van de metro van Kiev. Het station maakt deel uit van de Obolonsko-Teremkivska-lijn en werd geopend op 5 november 1980. Het metrostation bevindt zich in het noorden van de wijk Podil, onder de kruising van de Mezjyhirska voelytsja (Tussenbergstraat) en de Olenivska Voelytsja (Helenastraat). Het station is genoemd naar de Oekraïense schrijver, dichter en schilder Taras Sjevtsjenko.
Het station is ondiep gelegen en beschikt over een perronhal met rechthoekige grijsmarmeren zuilen. De wanden langs de sporen zijn afgewerkt met donkerrood marmer en keramische tegels met een plantenmotief. De verlichting geschiedt door grote ronde lampen aan het plafond. Aan het einde van de perronhal is in een wand van wit steen een portret van de naamgever van het station in reliëf aangebracht, omringd door hetzelfde plantenmotief dat langs de sporen te zien is. De ondergrondse stationshal is verbonden met een voetgangerstunnel die leidt naar de bovenliggende straten.